# Xincheng, Hohhot
Xincheng är ett stadsdistrikt och säte för stadsfullmäktige i regionhuvudstaden Hohhots stad på prefekturnivå i den autonoma regionen Inre Mongoliet i norra Kina.
Distriktet har sitt ursprung i Suiyuan, vilket var en garnison för de Åtta fänikorna som grundades i nära anslutning till Hohhot under Qingdynastin. Än idag finns generalguvernörens yamen bevarad och har kulturminnesmärkts av Folkrepubliken Kinas regering.